# 陶里爾特
陶里爾特是非洲北部國家摩洛哥的城鎮，由東部大區負責管轄，位於烏季達以西約100公里，海拔高度835米，每年平均降雨量280毫米，是一個重要的交通樞紐和區域市場，2004年人口90,024。